# Ulrich Uhle

Ulrich Uhle

Ulrich Uhle (* 21. Mai 1897 in Uhlenhof, Kreis Obornik; † 28. April 1945 in Mährisch-Ostrau) war ein deutscher Politiker (NSDAP).

## Leben und Wirken
Nach dem Schulbesuch nahm Ulrich Uhle am Ersten Weltkrieg teil. Anschließend lebte er als Rittergutsbesitzer in Posen. 1935 wurde er Beauftragter der Woiwodschaft Posen der Jungdeutschen Partei. 1939 trat Uhle in die NSDAP und die SS ein (SS-Nummer 393.261). Von Dezember 1939 bis 1945 war er Gauinspekteur II in der Gauleitung Wartheland der NSDAP.
Uhle trat am 7. Juli 1940 nachträglich als Abgeordneter in den im April 1938 gewählten nationalsozialistischen Reichstag ein, dem er bis zu seinem Tod 1945 als Vertreter des nach der Eingliederung von Westpolen in das Deutsche Reich geschaffenen Wahlkreis Wartheland angehörte. In der SS erreichte er den Rang eines Oberführers.
Uhle starb am 28. April 1945, kurz vor Kriegsende, bei Kampfhandlungen.